# Đuôi cụt đầu xám
Đuôi cụt đầu xám, hay đuôi cụt phao câu lam, tên khoa học Hydrornis soror, là một loài chim trong họ Pittidae. Chúng co thể tìm thấy ở Campuchia, Lào, Thái Lan, Trung Quốc, và Việt Nam.